# خرچنگ‌های آب شیرین
خرچنگ‌های آب شیرین (نام علمی: Potamidae) نام یک تیره از بالاخانواده آب‌شیرین‌واران است.